# Leithaprodersdorf
Leithaprodersdorf è un comune austriaco di 1 188 abitanti nel distretto di Eisenstadt-Umgebung, in Burgenland.